# Hendersonia
Hendersonia es un género de foraminífero planctónico de la Familia Heterohelicidae, de la Superfamilia Heterohelicoidea, del Suborden Globigerinina y del Orden Globigerinida. Su especie tipo es Gümbelina carinata. Su rango cronoestratigráfico abarca desde el Santoniense superior hasta el Campaniense (Cretácico superior).

## Descripción
Hendersonia incluía especies con conchas biseriadas, y forma subtriangular a acampanada; sus cámaras eran globulares lateralmente comprimidas; sus suturas intercamerales eran rectas e incididas; su contorno ecuatorial era subtriangular o acampanada, y lobulada; su periferia era subaguda; su abertura principal era interiomarginal, lateral, con forma de arco bajo o medio, y bordeada por un labio con dos solapas laterales; presentaban pared calcítica hialina, finamente perforada con poros cilíndricos, o con poros en copa pequeños, y superficie estriada,, con estrías longitudinales.

## Discusión
El género Hendersonia no ha tenido mucha difusión entre los especialistas. Hendersonia fue considerado homónimo posterior del gasterópodo Hendersonia Dall, 1905, y el nombre sustituto propuesto fue Hendersonites. Clasificaciones posteriores incluirían Hendersonia (= Hendersonites) en el orden Heterohelicida.

## Clasificación
Hendersonia incluye a las siguientes especies:
- Hendersonia carinata †
- Hendersonia hendersoni †
- Hendersonia jerseyensis †